# معبد آناهيتا (بيشابور)
معبد آناهیتا (بالفارسية: نیایشگاه آناهیتا) هو معبد تاريخي يعود إلى عصر ساسانيون، ويقع في مقاطعة كازرون.